# Фрацила (Долж)
Фрацила (рум. Frățila) насеље је у Румунији у округу Долж у општини Булзешти. Oпштина се налази на надморској висини од 285 m.

## Становништво
Према подацима из 2002. године у насељу је живело 85 становника, од којих су сви румунске националности.